# آزادي، ميدان
قرية آزادي (بالكردية: ئازادی)‏ ومعناها الحرية، هي إحدى قرى ناحية ميدان في قضاء خانقين ضمن الحدود الإدارية لمحافظة السليمانية لأنها ضمن مناطق إدارة كرميان في إقليم كردستان العراق.
يتكلم سكان القرية اللغة العربية.